# Bussbojkotten i Montgomery
Bussbojkotten i Montgomery var en politiskt och socialt driven protestkampanj, som startade år 1955 i Montgomery, Alabama. Kampanjen vände sig emot staden Montgomerys policy av rassegregerad kollektivtrafik och kom att bli startskottet för den amerikanska medborgarrättsrörelsen. Flera av de inblandade i bussbojkotten kom senare också att bli några av rörelsens absoluta förgrundsgestalter, bland andra Martin Luther King Jr och Ralph Abernathy.
Kampanjen inleddes den 5 december 1955, i och med arresteringen av Rosa Parks, en afro-amerikansk kvinna som demonstrativt vägrat lämna plats på bussen åt en vit passagerare. Bojkotten kom med tiden att utvecklas till ett ekonomiskt bakslag för Montgomerys kollektivtrafik. Detta eftersom stadens svarta invånare, vilka utgjorde huvudparten av de bojkottande, också utgjorde huvudparten av kollektivtrafikens betalande resenärer.
Bussbojkotten avslutades den 20 december 1956, efter att USA:s högsta domstol beslutat att Alabamas och Montgomerys bestämmelser om rassegregerade bussar var oförenligt med den amerikanska konstitutionen.

## Förlopp

### Bakgrund
Segregationssystemet som tillämpades på Montgomerys bussar var mycket utarbetat. I enlighet med detta system skulle vita resenärer ta plats i den främre delen av bussen, för att sedan fylla sätena bakåt. Svarta resenärer skulle i sin tur använda sig av bussens bakre säten, för att sedan fylla på framåt. Så småningom möttes de två sektionerna på mitten och bussen skulle därmed vara full. Om en svart resenär steg på en full buss var han eller hon tvungen att stå. Däremot om en vit resenär steg på en full buss, då var de svarta resenärerna på raden längst fram tvungna att ställa sig upp för att på så vis göra plats för en ny rad för vita resenärer.
Det hände ofta att svarta resenärer var tvungna att, efter att ha betalat sina bussbiljetter, gå av bussen och sedan stiga på igen via den bakre dörren. Vid vissa tillfällen körde dock bussen iväg innan de svarta resenärerna hann stiga på där bak. Vid tiden för bussbojkotten i Montgomery var det företaget National City Lines som ansvarade för Montgomerys busstrafik.

### Rosa Parks

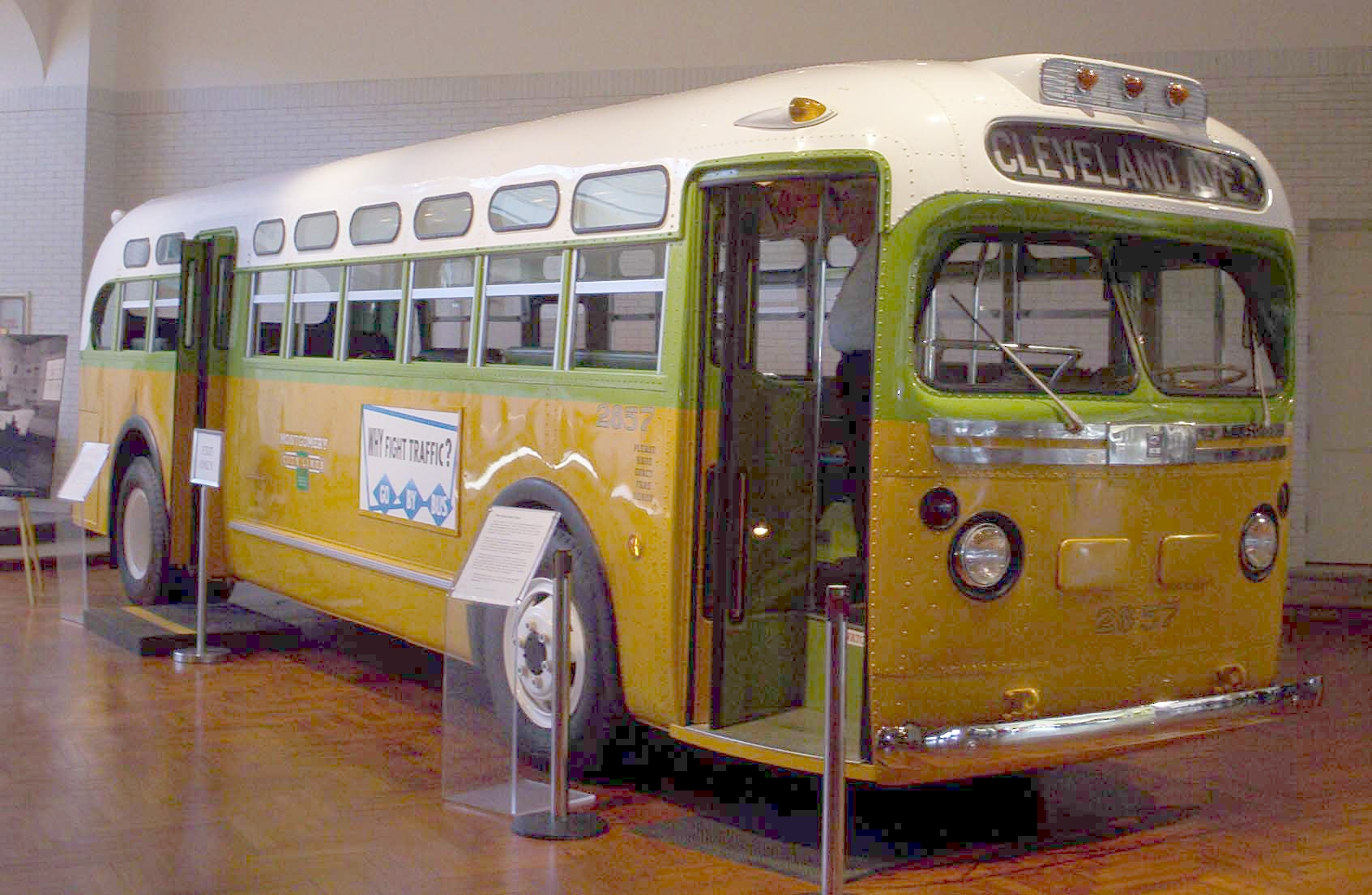
Bussen, på vilken Rosa Parks vägrade lämna sin plats för en vit man, finns idag utställd på Henry Ford Museum i Detroit.

Rosa Parks föddes den 4 februari 1913 i Tuskegee i Alabama. Hon var utbildad sömmerska och sekreterare för Montgomerys NAACP-avdelning. Strax innan hon arresterades för bussincidenten hade hon avslutat en kurs i "Rasförhållanden" ("Race Relations") vid Highlander Folk School i Tennessee. Där hade icke-våld och civil olydnad diskuterats som en taktik.
Redan 1943, långt före arresteringen år 1955, var Parks inblandad i en obehaglig bussincident. Den gången hade hon försökt stiga ombord på en buss via den främre ingången, men beordrades av chauffören James F. Blake att stiga på via den bakre. Sedan hon hade stigit av via den främre hade chauffören dock kört iväg utan att vänta på att hon skulle hinna fram till den bakre. Den dagen lovade Parks sig själv att aldrig mer åka buss med Blake vid ratten.
Torsdagen den 1 december 1955 var datumet för den bussincident som kom att göra Parks till en av medborgarrättsrörelsens pionjärer. Parks satt då på den "svarta" rad i bussen som låg närmast den bakersta raden för vita resenärer. När en vit man klev på bussen, blev alla på Parks rad ombedda att ställa sig upp för att ge plats åt en ny rad för bussens vita passagerare. Parks insåg då att hon än en gång befann sig på en buss körd av James F. Blake. Medan de andra svarta resenärerna på Parks rad lämnade sina platser satt Parks kvar. På grund av sin vägran att lämna platsen på bussen, arresterades hon för att inte ha lytt busschaufförs uppmaning. I stadens lag stod inte något om segregation uttryckligen, men däremot hade busschaufförer rätt att tilldela resenärer säten. Parks skyldigförklarades den 5 december och dömdes till 10 dollar i böter, samt 4 dollar för rättegångskostnader, men hon överklagade.

### E.D. Nixon
Protestaktioner mot den segregerade kollektivtrafiken hade redan innan Rosa Parks arrestering förekommit i Montgomery. Detta arbete hade då i huvudsak letts av en man vid namn E.D. Nixon, ordförande för den lokala NAACP-avdelning och medlem i fackföreningen Brotherhood of Sleeping Car Porters (som arbetade för att stärka svarta arbetares fackliga rättigheter). Nixon såg arresteringen av Rosa Parks som ett bra incitament till att uppmana Montgomerys svarta medborgare att protestera mot den segregerade busstrafiken. Detta incitament var något som Nixon och andra medborgarrättskämpar i Montgomery väntat på länge. Även tidigare hade personer arresterats på samma grunder som Rosa Parks, men ingen av dessa hade ansetts vara tillräckligt goda representanter för den svarta gemenskapen. Den 15-åriga Claudette Colvin hade till exempel arresterats i början av 1955, just för att hon vägrat lämna sin plats på bussen åt en vit man. Vid Clovins arrestering trodde Nixon att han funnit en bra representant, något han fick ta tillbaka när det visade sig att Clovin var ogift och gravid - något som inte var socialt accepterat i 1950-talets USA. I Rosa Parks hade han däremot funnit en oklanderlig representant, tack vare hennes anställning, äktenskapliga situation samt relativt höga status i samhället.
I väntan på Parks rättegång organiserade Nixon ett möte med lokala präster i Martin Luther King Jr:s kyrka. Under mötet skulle diskuteras fram en ledare för den planerade bussbojkotten, men eftersom Nixon själv inte kunde närvara från början, på grund av ett pressat arbetsschema, bestämde han att ingen röstning om ledare fick göras i hans frånvaro. När Nixon så anlände till mötet bestämdes dels vilket namn som bojkottens upphovsförening skulle ha (föreningen fick namnet "Montgomery Improvement Association" ["MIA"]), dels bestämdes att bojkottens ledare och yttersta företrädare skulle bli Martin Luther King. Det var framförallt Nixon som varit drivande i beslutet att göra King till bojkottens ledare. Han framhöll King eftersom han var ny i staden och ännu inte uppskrämd av stadens myndigheter. Efter vissa inre stridigheter antog King rollen som ledare för MIA. Samtidigt valdes Nixon till föreningens kassör.

### Bojkotten
Redan under kvällen som följde på Rosa Parks arrestering, började ett flygblad cirkulera bland Montgomerys svarta medborgare. Initiativtagare till flygbladet var Jo Ann Robinson, ordförande för Women's Political Council. I hennes text stod som följer:
"En kvinna har idag arresterats och satts i fängelse efter det att hon vägrat lämna sin plats på bussen för en vit person. Detta är andra gången sedan fallet med Claudette Clovin som en afro-amerikansk kvinna har arresterats för en sådan sak. Detta måste stoppas. Afroamerikaner har också rättigheter, för om inte afroamerikaner hade använt bussarna, hade inte busstrafiken kunnat drivas. Tre fjärdedelar av bussresenärerna är afroamerikaner, ändå blir vi arresterade och tvingas lämna våra säten. Detta kommer att fortsätta, så länge vi inte gör någonting för att stoppa det. Nästa gång är det kanske du själv, eller din dotter, eller din mor. Fallet med den arresterade kvinnan kommer att diskuteras på måndag. Vi ber därför alla afroamerikaner att under denna måndag avstå från att använda bussarna, som en protest mot arresteringen och rättegången. Åk inte med bussarna till jobbet, till staden, till skolan, eller någon annanstans på måndag. Du kan förmå dig att stanna hemma en dag från skolan, om bussen är det enda sättet att ta sig dit. Du kan också förmå att för en dag inte åka in till staden. Och om du arbetar, ta en taxi, eller promenera. Men snälla, barn och vuxna, avstå från att åka buss på måndag. Snälla, åk inte med bussarna på måndag".
Morgonen därpå arrangerades ett kyrkomöte under ledning av King, den nytillträdde ledaren för MIA. Under mötet beslutades vad som skulle vara bojkottrörelsens slutgiltiga krav. Man bestämde sig för att kräva att skiljelinjen mellan bussarnas svarta och vita resenärer skulle ändra form. Den linje som MIA skulle förespråka skulle i praktiken innebära att om den vita delen av bussen var full, så skulle nypåstigna vita resenärerna varit tvungna att stå - svarta resenärer skulle därmed inte behöva lämna sina säten för att göra plats åt vita.
Detta krav var en kompromiss som bojkottens ledare trodde skulle vara lättare att genomdriva än total integration av bussarna. Genom att visa respekt på detta vis, anslöt sig MIA till samma mönster som tidigare bojkottrörelser använt sig av på andra platser i Djupa Södern. Ett exempel som kan nämnas är den framgångsrika bojkotten av olika slags serviceverkstäder i Mississippi, som inte lät afroamerikaner använda toaletterna. Ledaren för den kampanjen var T. R. M Howard - en man som för övrigt hade gästat Kings kyrka, bara några dagar före Parks arrestering, för att prata om det brutala mordet på Emmett Till. Parks återfanns då i publiken och hon har i efterhand uppgivit att Emmett Till fanns i hennes tankar vid tillfället då hon vägrade lämna sin plats på bussen.
Kravet på en förändrad skiljelinje kompletterades också med kravet att alla busspassagerare skulle bemötas med artighet, ta plats på bussen efter devisen "först till kvarn", samt att svarta skulle kunna anställas som busschaufförer. Detta förslag röstades igenom och bojkotten skulle komma att inledas den kommande måndagen. Informationen om den förestående bojkotten spreds under söndagen den 4 december på svarta kyrkor runtom i Montgomery.
Det stod tidigt klart att staden Montgomerys svarta medborgare skulle komma att stötta bojkotten, och redan lördagen den 3 december avstod många svarta från att åka med bussarna. Bojkotten visade sig ha en enorm genomslagskraft och tillräckligt många resenärer försvann från kollektivtrafiken för att det skulle orsaka en ekonomisk påfrestning på stadens bussbolag. Vid ett senare tillfälle skrev Martin Luther King om händelserna att, "(a) miracle had taken place". I stället för att åka med bussarna organiserades bilpooler bland de bojkottande, med bilägare som frivilligt lånade ut sina bilar eller själva körde runt med människor till olika platser. Även en del vita hemmafruar skjutsade sina svarta hushållerskor hemifrån och tillbaka. Stadens ledare såg med förargelse på bilpoolerna och försökte stoppa dessa genom att be de lokala försäkringsbolagen att ogiltigförklara försäkringar av bilar som användes i bilpooler. Detta ledde dock bara till att kampanjledarna avtalade fram nya giltiga kontrakt med det stora försäkringsbolaget Lloyd's of London.
För att stötta bojkotten, kom svarta taxichaufförer att utföra körningar för endast tio cent, en summa som var jämförbar med kostnaden för en bussbiljett. När information om detta nådde stadens myndigheter den 8 december, gick order ut om att bötfälla alla taxichaufförer som gjorde körningar för mindre än 45 cent. Utöver redan nämnda ersättningstransporter kom de bojkottande i mycket hög utsträckning att cykla eller gå, i vissa fall red folk på åsnor eller använde hästdroskor. Även liftning kom att bli vanligt förekommande. Under rusningstimmarna var trottoarerna ofta proppfulla.
Från många håll runtom i USA skänkte "svarta" kyrkor pengar för att stötta bojkotten. De skänktes också nya skor till bojkottande i syfte att ersätta de skor som de slet ut då de valde att gå överallt, i stället för att åka med bussarna.
Den vita befolkningens gensvar på bojkotten var bland annat att vit makt-rörelsen White Citizens' Council fördubblade sitt medlemsantal. Föreningens medlemmar kom ibland att ta till våldsmetoder, bland annat brandbombades såväl Martin Luther Kings som Ralph Abernathys hem, samt fyra svarta baptistkyrkor. Även fysiskt våld mot de bojkottande förekom.

### Resultat av bojkotten
Den 4 juni 1956 beslutades i federal rättegång att Alabamas rassegregerade bussar stod emot den amerikanska konstitutionen. Trots detta fortsatte bojkotten eftersom en överklagan lämnats in. Överklagan fälldes slutligen i en rättegång i Högsta domstolen den 13 november där den federala rättegångens beslut befästes. Detta innebar att staden Montgomery tvingades anta en bestämmelse som gjorde kollektivtrafiken helt integrerad och svarta människor var därmed tillåtna att sitta varhelst på bussen de ville. Bojkotten avslutades officiellt den 20 december 1956. Bussbojkotten hade då varat i 382 dagar. Vid bojkottens sista dag firade Martin Luther King sin och bojkottrörelsens triumf genom att hålla ett tal som uppmanade till acceptans av det fattade beslutet. Bussbojkotten i Montgomery hade också följder som innefattade mycket mer än integrerad busstrafik - Högsta domstolens beslut kom i princip att förbjuda all segregation av raser.
Bussbojkotten i Montgomery ekade runtom i USA och blev en uppmaning till nationell kamp för lika medborgerliga rättigheter.
Bojkotten resulterade i en av den amerikanska medborgarrättsrörelsens första framgångar. Den riktade också nationell uppmärksamhet mot Martin Luther King, som efter bojkotten kom att bli rörelsens absoluta förgrundsgestalt.

## Deltagare i bojkotten
| - Ralph Abernathy - Hugo Black - James F. Blake - Aurelia Browder - Thomas Dean Brown - Mary Fair Burks - Johnnie Carr - Claudette Colvin - Clifford Durr - Georgia Gilmore | - Robert Graetz - Fred Gray - Grover Hall, Jr. - Jake Peters - Coretta Scott King - Martin Luther King, Jr. - Gregory McDonel (Youngones) - Edgar Nixon - Rosa Parks - Mother Pollard | - Jo Ann Robinson - Bayard Rustin - Glen Smiley - Mary Louise Smith - Kayla Michelle Smith - Ellery Packard - Nate Singleton |